# Christian Löffler
Christian Löffler (Greifswald (antigua RDA)) es un músico alemán. Su música se asocia con los géneros Techno, Deep house, Ambient y Electronica, y actúa en vivo. Es cofundador del sello independiente Ki Records, en el cual publica la mayor parte de sus sencillos y álbumes.

## Vida
Löffler estudió inicialmente Administración de Empresas. A partir de 2006, estudió en la Universidad de Greifswald en el área de Bellas Artes.
Löffler vive en Graal-Müritz, en Mecklemburgo-Pomerania Occidental, y mantiene un estudio en una cabaña de madera en la cercana península de Darß.

## Carrera como músico

### Comienzos como músico
Durante su juventud, Löffler comenzó a trabajar en música y tuvo sus primeras actuaciones en Greifswald. Empezó a grabar sonidos y ruidos en la naturaleza (conocidos como grabaciones de campo), que luego procesaba en un drum machine.
En 2008 lanzó su primer sencillo, A Hundred Lights, y en el mismo año fundó su propio sello discográfico, Ki Records.

### A Forest(2012) yMare(2016)
Para trabajar en su álbum debut, A Forest, lanzado en 2012, se retiró durante tres meses a una casita de jardín en Usedom. En el álbum colaboró con la cantante danesa Gry Bagøien y la cantante alemana Mohna; en la canción Swift Code trabajó con el escritor Marcus Roloff. Esta colaboración surgió de una presentación conjunta de la obra de Roloff Mit einem Bein im Traum en los Días de la Poesía de Frankfurt en 2011.
En 2016, lanzó su segundo álbum, Mare, que contiene 17 temas. Mientras que su álbum debut A Forest tiene el bosque como trasfondo temático, Mare ya en el título aborda el mar como motivo del álbum. Además de varias colaboraciones, incluyendo cuatro temas nuevamente con Mohna, Löffler también se escucha a sí mismo cantando por primera vez en este álbum.
En 2018, Löffler recibió una nominación al Premio de Autores Musicales Alemanes de la GEMA en la categoría de Composición Dance/Electro.

### Graal (Prologue)(2019) yLys(2020)
En abril de 2019 se lanzó inicialmente el tercer álbum Graal (Prologue), y en marzo de 2020 le siguió como continuación y contraste consciente a Graal, el cuarto álbum Lys. En Lys (danés para luz), Löffler trabajó, entre otros, con las cantantes Josephine Philip y Mona Steinwidder, esta última también participa frecuentemente como cantante en las actuaciones en vivo de Löffler.

### Parallels: Shellac Reworks(2021) yA Life(2024)

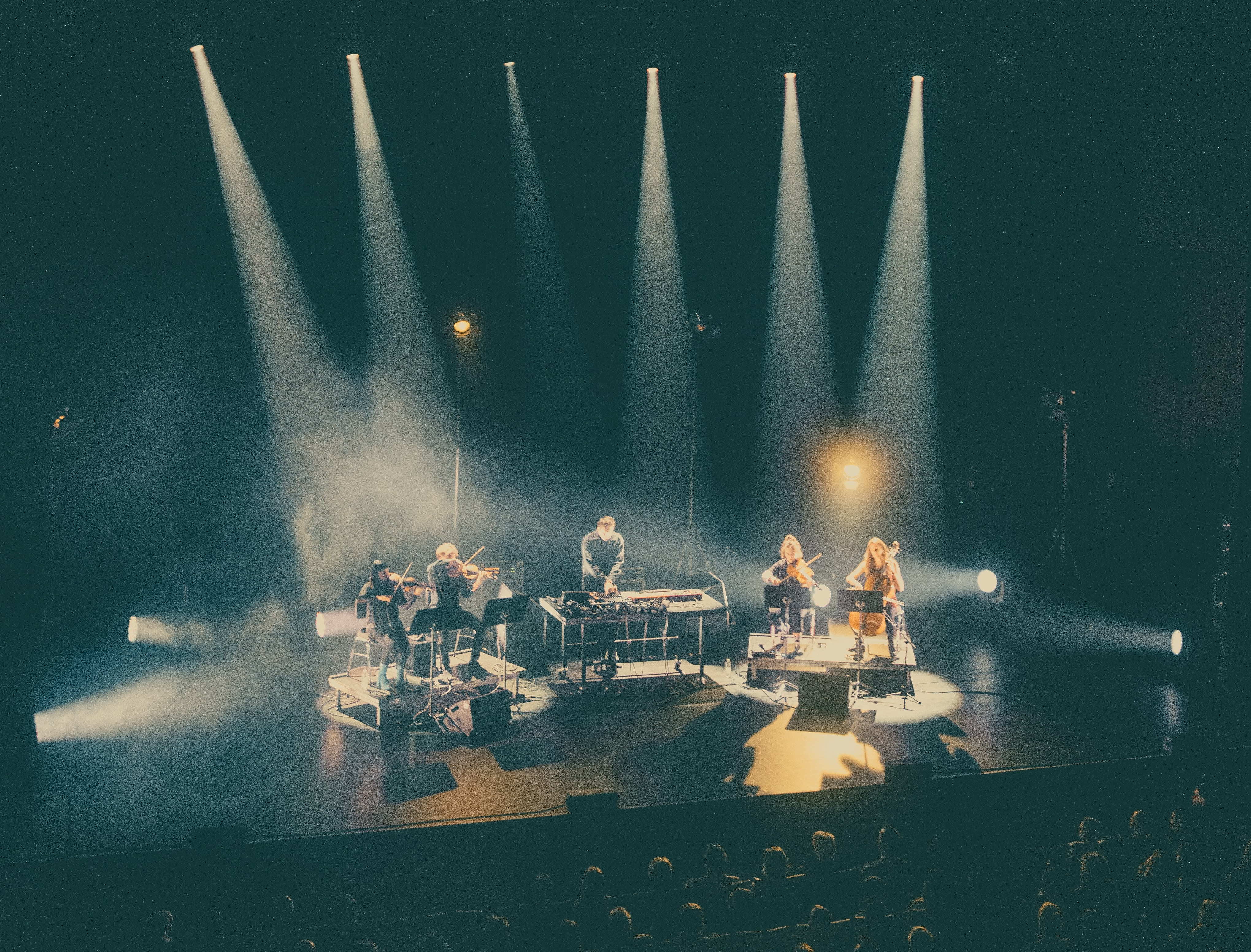
Christian Löffler con el Detect Ensemble

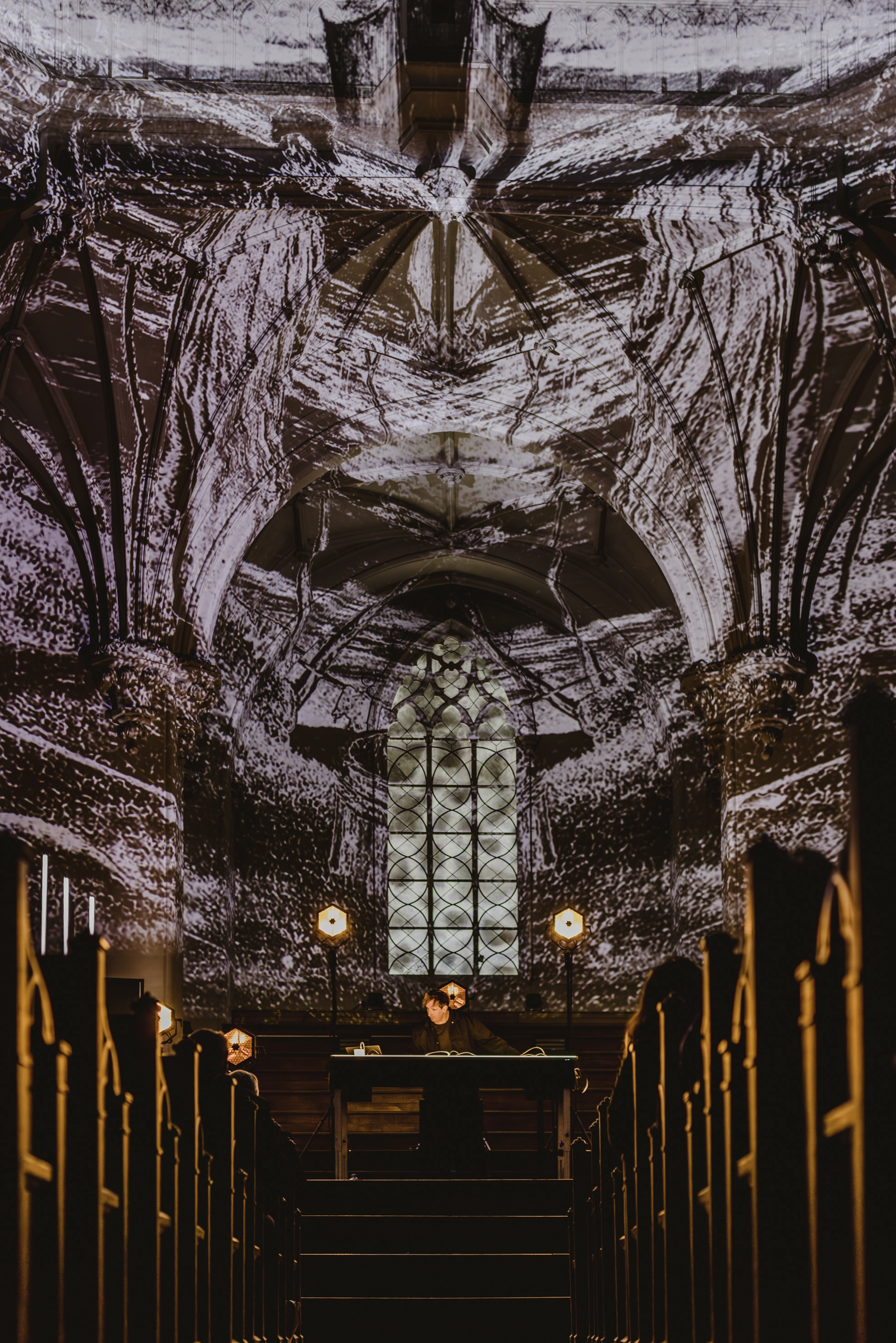
Christian Löffler en la inauguración del Año Caspar David Friedrich en la catedral de San Nicolás de Greifswald.

Su siguiente álbum, Parallels: Shellac Reworks de 2021, se produjo durante la pandemia de Covid-19, cuando no podía realizar presentaciones en vivo, en colaboración con Deutsche Grammophon. Löffler recibió discos de pizarra del archivo del sello de música clásica para usarlos libremente y reimaginar las obras musicales del Barroco, Clasicismo y Romanticismo en su estilo. Así, el álbum, lanzado por Deutsche Grammophon, contiene cuatro temas basados en obras de Ludwig van Beethoven con motivo de su 250º aniversario en 2020, además de arreglos de obras individuales de Bach, Wagner, Chopin, Smetana y Bizet.
Sus arreglos de Beethoven fueron interpretados por Löffler en diciembre de 2020 junto con el Beethoven-Cuarteto Bonn en la Beethoven Haus. En 2022, se presentó con Parallels en el Festival BBC After Dark en The Sage Gateshead con la Royal Northern Sinfonia, una orquesta de cámara. También en 2022 realizó una gira con el Detect Ensemble, un cuarteto de cuerdas clásico que acompañaba su música.
Con motivo del 250º cumpleaños del pintor de Greifswald Caspar David Friedrich, Löffler tuvo una actuación a principios de 2024 en el evento inaugural del Año de Friedrich en la Catedral de San Nicolás en Greifswald; en este contexto, la revista cultural Aspekte informó sobre él. En abril de 2024 se lanzó el sexto álbum de Löffler, A Life.Según sus propias declaraciones, diseñó A Life de manera que pareciera intuitivo y en contraste con una producción musical sistemática y sobreproducida. En el álbum colaboró con los cantantes invitados Malou, Mogli y Henry Green.

### Actuaciones en vivo
Löffler realiza una gira de más de tres meses al año, presentando sus composiciones en vivo. Tiene un público mundial y se presenta en Europa, Estados Unidos y Japón.

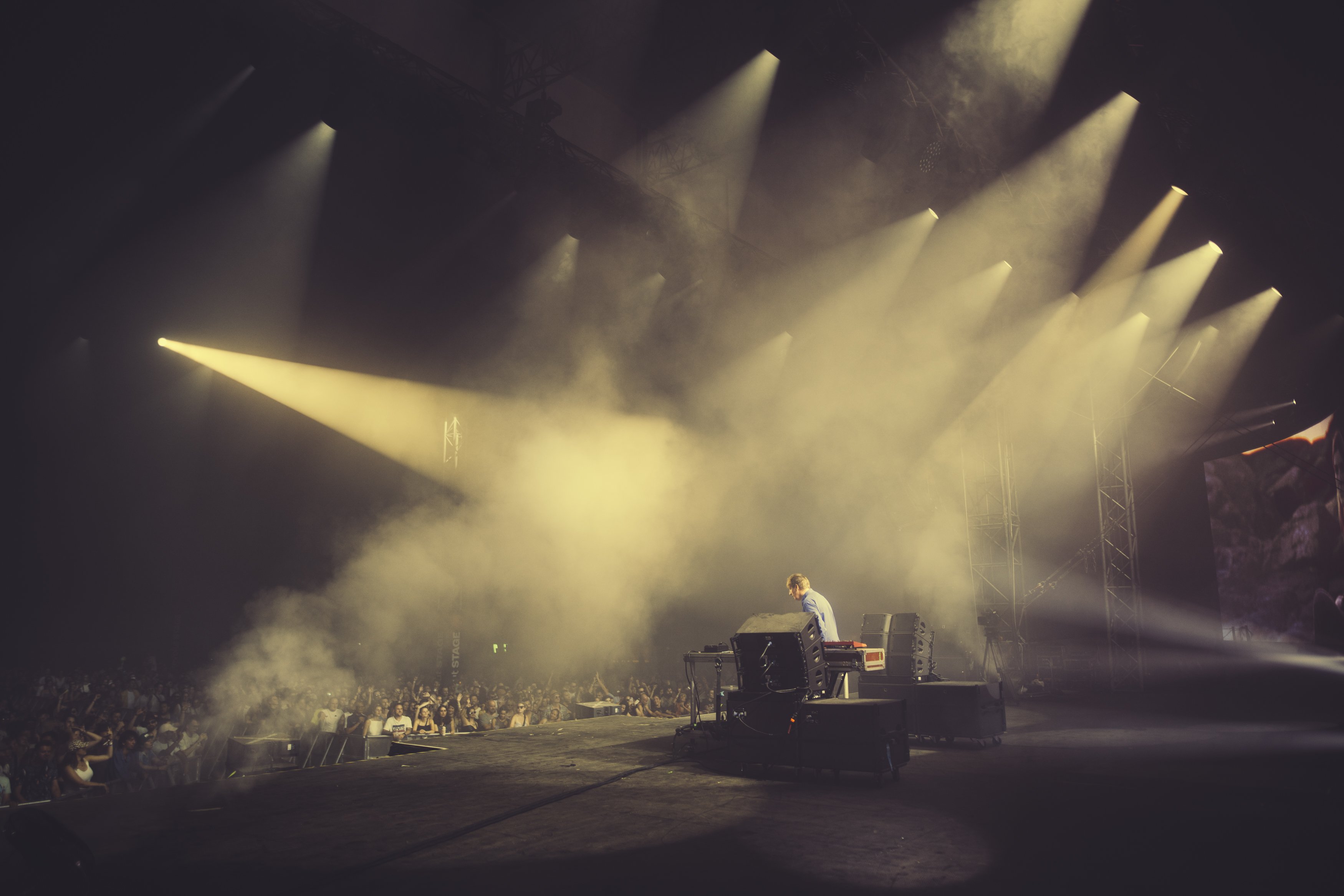
Christian Löffler en directo en el Festival Sziget de Budapest 2024

## Recepción
Sobre su álbum debut, Philip Fassing escribió en la revista musical Intro que A Forest logra «llevar la antigua relación entre el bombo y el susurro de las hojas a su punto más conciso de manera completamente despretensiosa».Music Express comparó la música de Löffler con la de Erik Satie.
«En lugar de hacer pop para el club, Christian Löffler de Greifswald hace lo contrario. Programa temas de house que podrían declararse como pop introspectivo – mayormente instrumental. […] El house como un lienzo para la reflexión y la introspección – también es posible, como ya mostraron antes que Löffler los músicos de Hamburgo, Lawrence o Pantha du Prince. A Forest, que comparte su título con un éxito temprano de la banda The Cure, es sin duda ya un clásico del house contemplativo.» — Tim Caspar Boehme: Spiegel Online
Dirk Domin de ByteFM comentó en 2016, con motivo del lanzamiento de Mare que Löffler logra «combinar techno, pop, melancolía y exuberancia». Laut.de describe en un retrato la música de Löffler como «música electrónica que oscila entre el ambient y la pista de baile, pero que siempre tiene un fuerte toque melancólico».
Faze Magazine escribió en los Discos del Mes de mayo de 2024 que con su álbum A Life, Löffler se posiciona «muy conscientemente y de manera clara contra las posibilidades técnicas de la IA y a favor de la creatividad humana como algo profundo y único». Los temas son «atmósfericos, expresivos» y «una declaración de que la música es mucho más que solo un producto».
AllMusic describe las obras de Löffler como «música emotiva y melancólica que se siente aislada y, sin embargo, extrañamente atractiva».

## Discografía

### Álbumes
- 2016: Mare (Ki Records)
- 2019: Graal (Prologue) (Ki Records)
- 2020: Lys (Ki Records)
- 2021: Parallels: Shellac Reworks (Deutsche Grammophon/Universal Music)
- 2024: A Life (Ki Records)

### EP y sencillos
- 2008: A Hundred Lights (Orphanear)
- 2009: Heights (Ki Records)
- 2010: Raise (c.sides)
- 2011: Baltic Sea (feat. Steffen Kirchhoff; Ki Records)
- 2012: Aspen (Ki Records)
- 2014: All Comes (Ki Records)
- 2014: Young Alaska (Ki Records)
- 2015: York (20:20 Vision)
- 2015: Lost (Just This)
- 2016: Wilderness (feat. Mohna; Ki Records)
- 2016: Licht (Ki Records)
- 2016: Reubin (Ki Records)
- 2017: Haul (feat. Mohna; Ki Records)
- 2017: Haul (feat. Blackout Problems; Ki Records)
- 2019: Graal (Prologue) [Remixes] (Ki Records)
- 2020: Ronda (Cercle Records)
- 2022: Solo (Ki Records)
- 2022: Fjäll (feat. Fejká; Ki Records)
- 2022: New Fires (feat. Henry Green; Ki Records)
- 2023: Envy (feat. Mogli; Ki Records)
- 2023: Brave (Ki Records)
- 2023: Roused (feat. Malou; Ki Records)
- 2024: Ease (Ki Records)
- 2024: Portals (feat. Mogli; Ki Records)
- 2024: When Everything Was New (Ki Records)
- 2024: Felt (feat. Henry Green; Ki Records)